# Tacinskaja
Tacinskaja (in russo Тацинская?) è una località dell'oblast' di Rostov, che si trova a 230 a nord-est di Rostov sul Don. Fondata nel 1881, attualmente conta circa 11.000 abitanti ed è il capoluogo del Tacinskij rajon.